# Kunszta

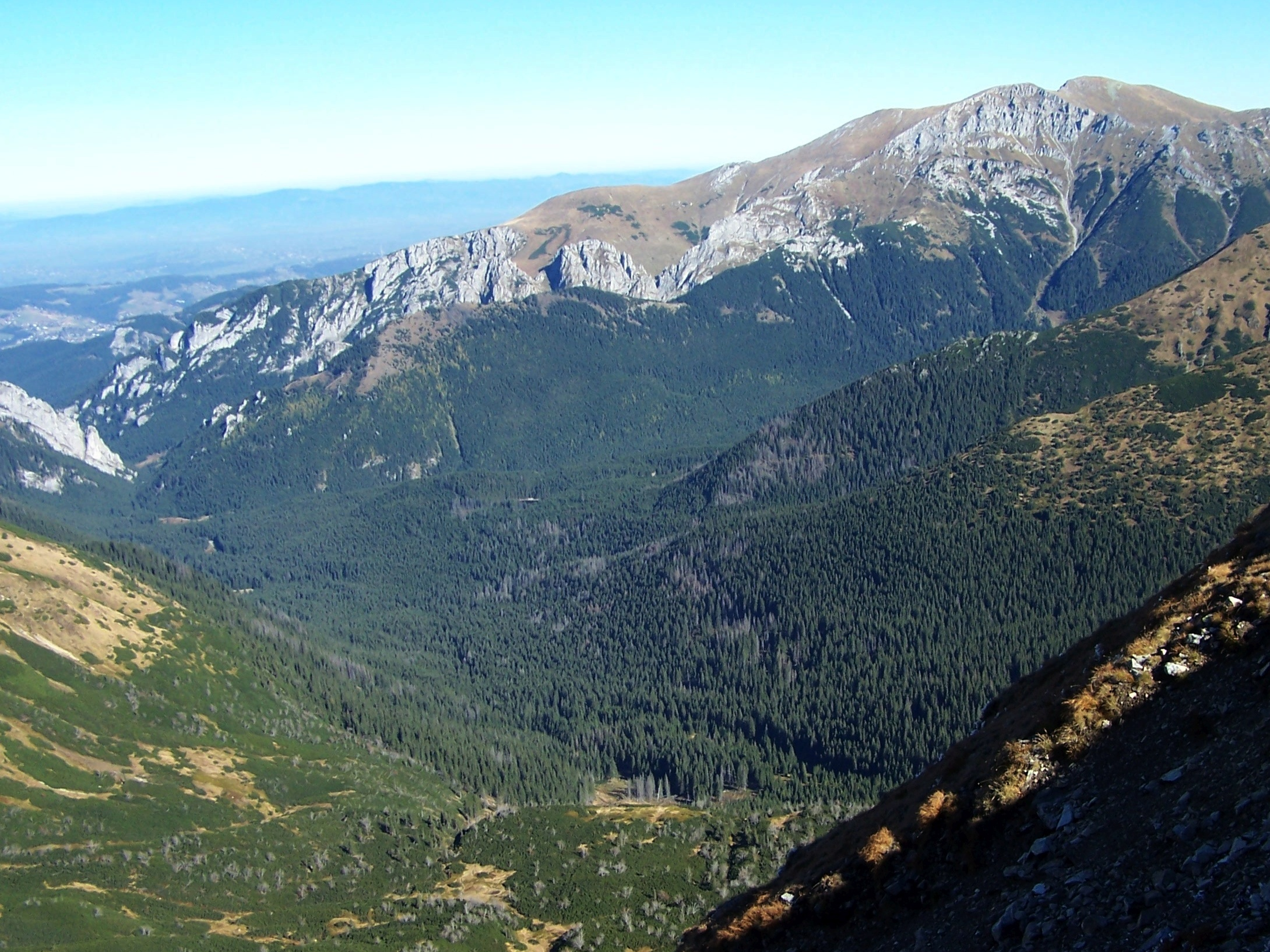
Widok z Liliowych Turni na rejon Doliny Pyszniańskiej, na którym były szyby Kunszta

Kunszta lub Na Kunsztach – pozostałości dawnych szybów kopalnianych w Dolinie Pyszniańskiej w Tatrach Zachodnich. Znajdują się nad wschodnim brzegiem Pyszniańskiego Potoku w odległości około 330 m na północny wschód od miejsca, w którym uchodzi do niego Babi Potok. Były to dwa pionowe szyby, z których wydobywano rudę srebra i miedzi. Starszy z nich był szerszy i wydobywano w nim rudę już w początkach XVI wieku, za czasów króla Zygmunta Starego. W drugim, młodszym i węższym szybie zwanym Szybem Józefa wydobywano rudę na przełomie XVIII i XIX wieku. Obydwa były zawalone kamieniami już za czasów Stefana Zwolińskiego, który szyby te zbadał i opisał.
Nazwa szybów pochodzi od słowa kunszta, dawniej oznaczającego napędzany kołem wodnym lub koniem kołowrót do wydobywania z szybów rudy (lub wody zalewającej szyb). Stefan Zwoliński podaje, że przy szybach znajdowały się jeszcze porośnięte mchami resztki kołowrotu i ślady kanałów, którymi odprowadzono wodę, a obok szybów hałdy płonnego urobku.
Nieco poniżej Kunsztów, na zachodnim brzegu Pyszniańskiego Potoku znajdowało się miejsce zwane Młyniskami. Dochodziła tutaj droga z Wielkiej Polany Ornaczańskiej. Na Młyniskach oczyszczano i mielono rudę wydobywaną w Kunsztach. Według podań góralskich za czasów Zygmunta Starego zbójnicy zabili i obrabowali zajmującego się tym młynarza. W miejscu, w którym go pochowano, znajduje się Krzyż Pola osadzony na młyńskim kamieniu, pochodzącym najprawdopodobniej z Młynisk.
Włodzimierz Wątocki podaje, że eksploatowano tutaj żyłę tetraedrytu znajdującą się pod moreną. Prawdopodobnie początkowo wzdłuż tej żyły drążono poziomy szyb od ujścia potoku, później, gdy znaleziono większą ilość kruszcu, wydrążono do niego szyb pionowy, a szyb poziomy wykorzystano do odprowadzania wód. Do wydobywania urobku wybudowano kołowrót napędzany kołem wodnym. Duża hałda płonnego urobku obok szybu świadczy o dużym zakresie prowadzonych prac. Dochód z wydobycia rud srebra i miedzi był jednak znikomy. Sporządzony w 1531 r. bilans podawał, że wydatki za 3 lata wyniosły 4889 złotych polskich i 3 grosze, dochód 4908 zł i 15 groszy, a czysty zysk 19 zł i 12 groszy. Wydobycie porzucono z powodu ciężkiej pracy i znikomej opłacalności.